# Діалекти македонської мови

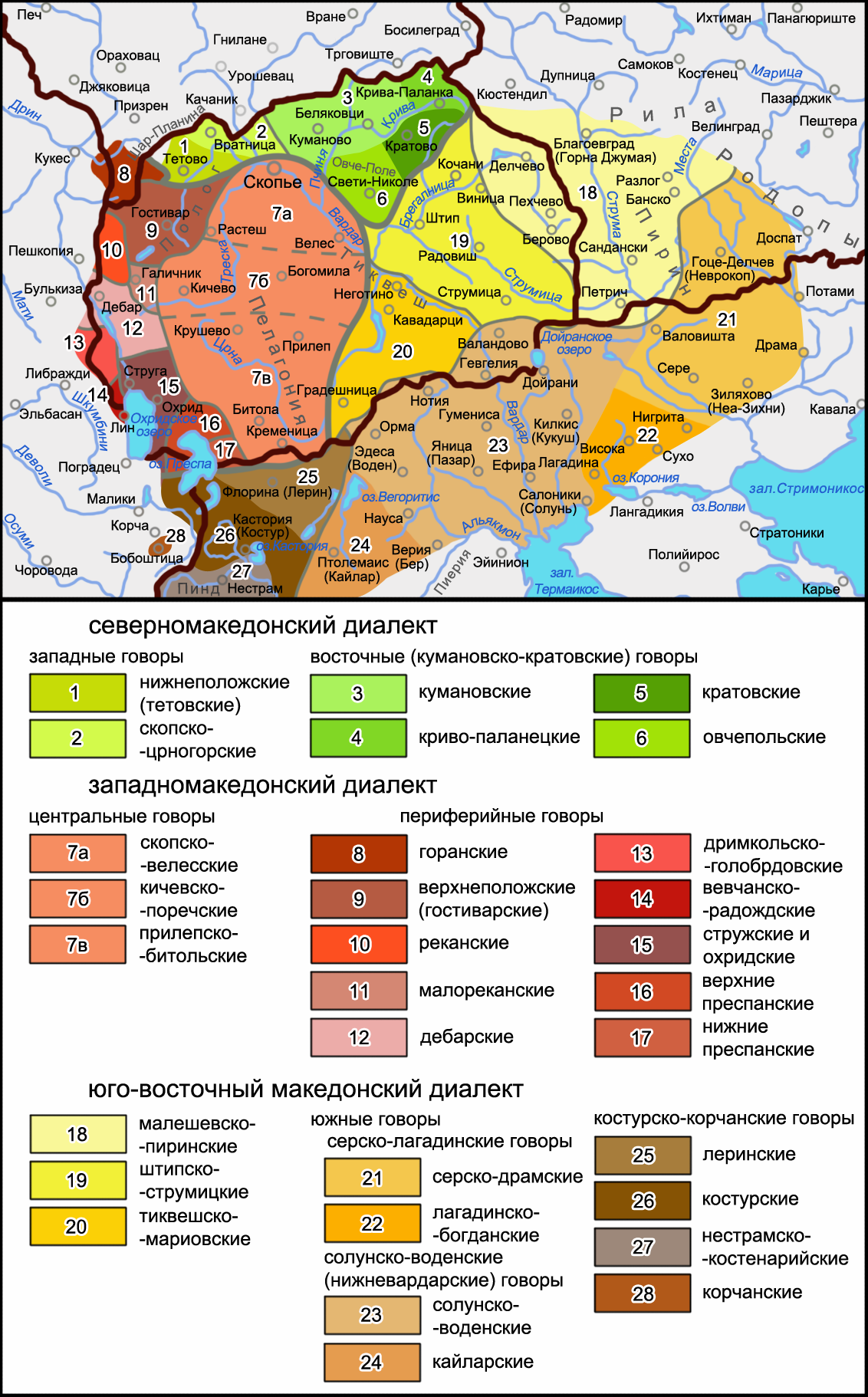
Карта македонських діалектів

Діале́кти македо́нської мови (мак. дијалекти на македонскиот јазик) — територіальні різновиди  македонської мови, поширені в  Вардарскій Македонії (в  Північній Македонії і прилеглих до неї з заходу районах  Албанії), в  Піринській Македонії (на південному заході  Болгарії) і в  Егейській Македонії (на півночі  Греції). Виділяються три основних діалектних райони: західномакедонський, східномакедонський та північномакедонський. Раніше диалектологи поділяли македонський діалектний ареал на дві частини — західну і східну . Разом з  болгарськими і  торлацькими, македонські діалекти утворюють болгарсько-македонський безперервний діалектний континуум.
У Болгарії  носії македонських діалектів вважаються  болгарами, в Греції —  греками-«слов'янофонами»  . У болгарській мовознавчій традиції літературна мова  македонців розглядається як регіональна  норма  болгарської мови, а македонські діалекти найчастіше вважаються частиною  болгарських діалектів. Македонський ареал, наприклад, показаний як частина болгарського мовного ареалу на діалектологічної карті, опублікованій Інститутом болгарської мови (болг. Институт за български език) в 2014 році. У Греції до 1980-х років македонські говірки перебували під забороною, в даний час ця заборона знята, проте, існування македонської мови та її діалектів офіційно не визнається .
Для македонських діалектів характерні відмінності на всіх  рівнях мови — в  фонетиці,  просодії,  морфології і синтаксисі. Значна частина розпізнавальних ознак сучасних македонських діалектів склалася вже до XIII століття, в їх числі як власне слов'янські, так і балканські мовні інновації  .
Центральні говори західномакедонського діалекту є основою македонської літературної мови . Особлива  літературна норма була створена в 1953 році на базі егейсько-македонських говорів в Греції. Для цієї мови (в класифікації  О. Д. Дуліченко —  мікромова) була розроблена  граматика, на ньому видавалися періодика і книги, в даний час ця мова вийшла з ужитку.

## Класифікація

### Північний діалект
Ареал північного діалекту розміщений на півночі Північної Македонії в районі міста Тетово, гірського масиву Скопсько-Црна-Гора, трохи на північ від Скоп'є, в общинах Куманово,  Светий Николе і  Кратово, а також в околицях міста Крива Паланка. З західними і східними діалектами північний розділяє пучок з більш, ніж 45 фонетичних і структурно-граматичних  ізоглос. Для говорів північній македонської діалектної групи характерний ряд мовних рис, які об'єднують їх з південними говорами  торлакського діалекту і вкрай західними болгарськими говорами .
У складі північного діалекту виділяють наступні говори:
- західні говори:
  - ніжньоположські говори;
  - скопсько-црногорські говори;
  - горанські говори.
- північно-східні (кумановсько-кратовські) говори:
  - кумановські говори;
  - кратовські говори;
  - кривопаланецькі говори;
  - овчепольскі говори.

Горанські говори, поширені в південно-західних районах  Косова і в прикордонних з ними районах Албанії — в регіоні  Гора (на північних і західних схилах  Шар-Планини), в традиціях македонської діалектології зараховуються до македонського діалектного ареалу (зокрема, таким дослідником македонської мови, як Божидар Відоєскі). У той же час подібна точка зору скептично сприймається сербськими і хорватськими діалектологами, зокрема, критикується сербським лінгвістом П. Івічем і хорватським лінгвістом Д. Брозовічем. Як і інші слов'янські говори Косова, горанські говори на діалектологічної карті П. Івіча включені в ареал призренсько-південноморавського діалекту  торлакського діалекту.
У класифікації, що базується на працях Б. Відоєскі і Б. Конескі (опублікована у виданні «The Slavonic Languages», 1993), ніжнеположські (тетовські), скопсько-црногорські і горанські говори віднесені до західномакедонської діалектної групі, а східні (кумановсько-крівопаланецькі) говори віднесені до східномакедонської діалектної групі .
Болгарські діалектологи включають північномакедонські говори до складу периферійного ареалу північно-західних західноболгарської діалектної групи, при цьому в горанських говорах, які визначаються як змішані, відзначається поєднання рис периферійних ареалів північно-західної і південно-західної підргруп західноболгарських говорів.

### Західний діалект
Говори західномакедонського діалекту відносяться до найбільш специфічних македонських говорів. Виділяються центральні говори на південь від Скоп'є, в яких відзначається зміна  праслов'янської носової *ǫ в /a/ і в водночас широко представлені багато типово західномакедонських діалектних особливостей. На захід і південь від центральних виділяються периферійні говори: говори охридсько-преспанського регіону і говори околиць Дебару на заході, говори околиць Гостивару на північному заході, а також ряд архаїчних острівних говорів уздовж кордону з албанським мовним ареалом і анклави македонських говорів на території самої Албанії. Західну і східну групи розділяє пучок з більш, ніж 35 ізоглос, що проходить по долинах річок Пчиня, Вардар і Црна.
До західномакедонських відносять такі говори:
- центральні говори:
  - поречські говори;
  - кичевські говори;
  - прилепські говори;
  - бітольські говори;
  - велеські говори.
- західні говори:
  - верхнеполозькі (гостиварські) говори]];
  - охридські говори;
  - струзькі говори;
  - дебарські говори;
  - реканськ говори;
  - малореканські (галічнікські) говори;
  - дрімкольсько-голобрдовські говори;
  - вевчансько-радождські говори.
- південні (південно-західні) говори:
  - преспанські говори:
    - ніжньопреспанські говори;
    - верхньопреспанські говори.

  - корчанські говори;
  - костурські говори;
  - нестрамські говори;
  - лерінські говори.

У виданні «The Slavonic Languages» (1993) представлений наступний варіант класифікації західномакедонської діалектної групи, заснований на роботах Б. Відоєскі і Б. Конескі :
- охридсько-преспанські говори:
  - ніжньопреспанські говори;
  - охридсько-стружські говори;
  - вевчансько-радождські говори.
- дебарські говори:
  - дрімкольсько-голобрдовські говори;
  - дебарські говори;
  - реканські говори;
  - малореканські (галічнікські) говори.
- горанські говори.
- скопсько-црногорські говори.
- полозькі говори:
  - верхньополозькі (гостіварські) говори;
  - ніжньополозькі (тетовські) говори.
- центральні (західно-центральні) говори.
- костурсько-корчанські говори:
  - нестрамські говори;
  - корчанські говори;
  - костурські говори.

Болгарські діалектологи включають центральні (велесько-прилепсько-бітольські) говори до складу так званих а-говорів (центрального ареалу) південно-західної підгрупи західноболгарської діалектної групи. Решта західномакедонських говорів відносять до периферійного південно-західного ареалу (до не-а-говорів). До складу периферійного ареалу включаються також кукушсько-воденські і гевгелійські говори, які часто розглядаються як говори східномакедонського ареалу. У лерінських говорах відзначається широке поширення діалектних рис центральних південно-західних говорів, а в корчанських — діалектних рис західнорупских говорів східноболгарської діалектної групи. Деякі говори західномакедонського ареалу (преспанські і корчансько-костурсько-лерінські) можуть розглядатися як перехідні між західною і східною діалектними групами .

### Східний діалект
Територія східної (південно-східної) діалектної групи розміщена на схід від західних говорві і на південь від лінії Скоп'є — Светі-Николе — Злетово, вона розділена між трьома державами — Болгарією, Грецією і Півнчною Македонією. У Пирінській Македонії в Болгарії поширені малешевьско-пиінські говори, в Егейській Македонії в Греції — солунсько-воденські говори, в Північній Македонії — штипсько-струміцькі і інші говори .
В цілому до числа східомакедонських говорів відносять:
- тіквешсько-маріовські говори;
- штипсько-струміцькі говори;
- малешевсько-пирінські говори;
- солунсько-воденські говори.

Згідно варіанту класифікації македонських діалектів, представленому в роботах Б. Відоєскі і Б. Конескі, до східномакедонських відносять також кумановсько-кратовські (кумановськл-кривопаланецькі) говори, які часто розглядаються як північномакедонські, і драмсько-серські (серсько-неврокопські) говори, які часто розглядаються як західнорупські східноболгарські говори :
- кумановсько-кратовські (кумановськл-кривопаланецькі) говори;
- штипсько-струміцькі говори;
- тіквешсько-маріовські говори;
- малешевсько-пирінські говори;
- солунсько-воденські (нижньвардарські) говори;
- драмсько-серські (серсько-неврокопські) говори.

Згідно діалектологічної карті болгарської мови, малешевсько-пирінському ареалу приблизно відповідає ареал благоєвградських говорів, штипсько-струміцькому ареалу — ареал штипсько-радовішськіх говорів, тіквешсько-маріовському ареалу — ареали маріовських і неготінських говорів. Всі зазначені говори включаються до складу а-говорів південно-західної підгрупи західноболгарської діалектної групи. Солунсько-воденському ареалу відповідають ареали гевгелійських і кукушсько-воденських не-а-говорів південно-західної підгрупи і ареал західнорупських східноболгарських солунських говорів.
Тіквешсько-маріовські говори східномакедонського ареалу іноді включають в перехідну смугу говорів, розміщених між західним і східним діалектними ареалами .

## Діалектні відмінності

### Фонетика

#### Голосні

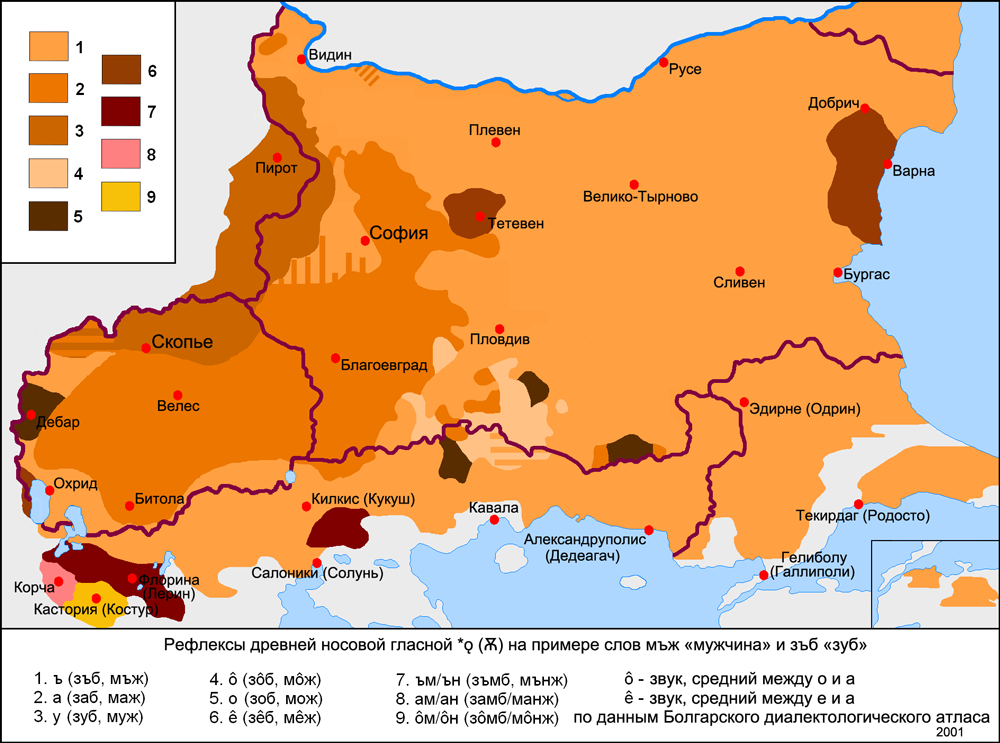
Рефлекси Ѫ в болгаро-македонському діалектному ареалі

Система вокалізму центральних говорів характеризується наявністю п'яти  фонем /a/, /e/, /i/, /o/, /u/. Для інших македонських говорів, виключаючи малореканські, реканські, дрімкольсько-голобрдовські, вевчансько-радождські, нестрамські, корчанські і частину ніжнепреспанських, також характерна наявність  голосної / ə /. Фонема / å / або / ɔ / зустрічається в говорах, в яких відсутня / ə /, крім малореканських і корчанських. Фонема / ä / відзначається в вокалічних системах вевчансько-радождських і корчанських говорів, а також в системі вокалізму говорів сіл Сухо та Висока поблизу  Салонік. Фонема / ü / характерна для корчанських говорів. Складова  сонорна / r̥ / поширена в македонських говорах ширше, ніж / l̥ /, остання зустрічається тільки в малореканських говорах .
У більшості македонських говорів на місці праслов'янської  *ě  відзначається голосна / e /, в ряді східномакедонських говорів  * ě  розвинулася в / a / в позиції після африкати / с / —  cal  «цілий» (в східних говорах),  cel  (в західних). В говорах східної частини Піринської Македонії і східної частини Егейської Македонії рефлексом  *ě  під наголосом є голосні / a / або / ä /. При цьому в східно-егейських говорах відсутній будь-який вплив на реалізацію рефлексу  *ě , а в східно-піринських говорах / a / можлива тільки, якщо в наступному складі присутня  голосна заднього ряду, перед складом з  голосною переднього ряду рефлексом  *ě  є голосна / e /:  b'ala  «біла» — b'ali «білі» (в серсько-драмських говорах),b'äla — b'äli(в солунських говорах), але b'ala — beli (в неврокопських говорах). Особливий тип реалізації давньої  *ě  як / ɪ̯ä / під наголосом відзначається в корчанських говорах .
За наявності рефлексів  редукованих голосних, складових сонорних, а також  носової  *ǫ  сучасні македонські говірки поділяються на 6 груп :
- Північна (тетовські, скопсько-црногорські і кумановсько-кратовські говори);
- Периферійна (гостіварські, охридсько-преспанські, костурсько-корчанські і солунсько-воденські говори);
- Західно-центральна;
- Східно-центральна (тіквешсько-маріовські, штипсько-струміцькі і малешевсько-піринські говори);
- Дебарська;
- Серсько-неврокопська.

Рефлекси праслов'янських фонем на прикладах слів  сон  «сон»,  ден  «день»,  крв  «кров»,  волк  «вовк»,  пат  «дорога, шлях»:
| ǔ                    | ǐ   | r̥   | l̥    | ǫ    |     |
| північна             | sən | dən | krv  | vuk  | put |
| східно-центральна    | son | den | krv  | vək  | pat |
| західно-центральна   | son | den | krv  | volk | pat |
| дебарська            | son | den | korv | volk | pot |
| периферійна          | son | den | kərv | vəlk | pət |
| серсько-неврокопська | sən | den | kərv | vəlk | pət |

Особливі рефлекси представлені в деяких говорах дебарської групи (реканських і дрімкольсько-голобрдовських), в яких відповідно фонемі / o / виступають голосні / o /, / å / або / ɔ /. Для малореканських говорів характерні наступні рефлекси складових сонорних і носової  *ǫ :  krv ,  vlk ,  pot . Для горанских:  krv ,  vuk ,  pət , при цьому на місці  *l̥  в залежності від діалекту того чи іншого села, або в залежності від тієї чи іншої групи  лексем можуть зустрічатися також  lə ,  əl ,  əv ,  ov ,  ou̯ . Рефлекси  *ǔ  і  ǐ  в говорах Гори — голосні  e  і  o  відповідно ( den ,  son ).
Фонема / ə / в неврокопських говорах реалізується як / å /, в корчанських говорах і говорах сіл, розташованих на північ від Костура, — як / a /. У костурсько-корчанському ареалі збереглися носові голосні (поєднання чистих голосних і  носових сонорних):  zəmb  «зуб» (в костурських),  zåmb  (в нестрамських),  zamb  (в корчанських). Для вевчансько-радождських говорів характерні наступні рефлекси складових сонорних і носового  *ǫ :  påt ,  kärv ,  volk  (але  kälk  «стегно»), історично / å / — після  губно-губних приголосних, в інших позиціях — / ä /, в обох випадках під наголосом. У ніжньопреспанських:  påt ,  krv ,  våk , але  pålno  «повне».
У говорах сіл Сухо і Висока на місці носового  *ǫ  відзначається поєднання  ən :  pənt’ .

#### Приголосні

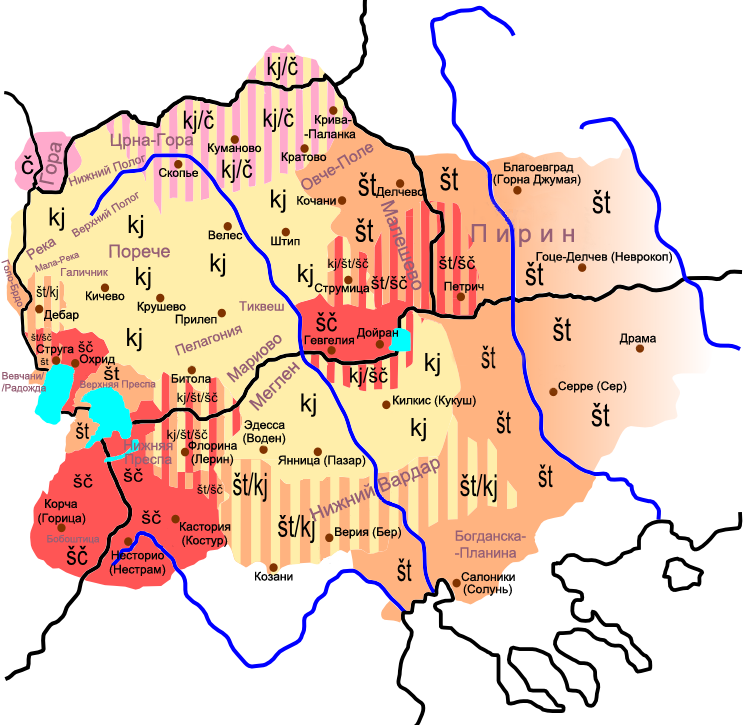
Поширення приголосної /ќ/

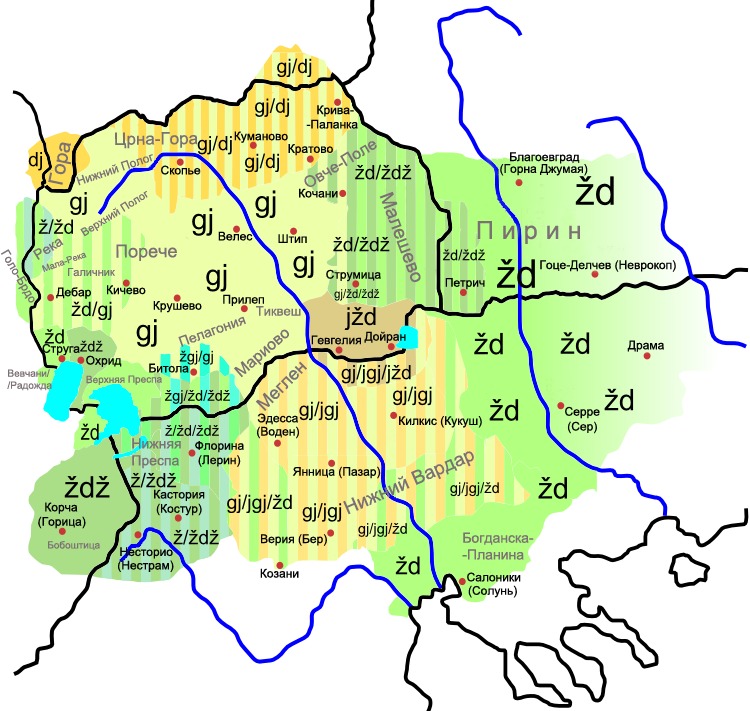
Поширення приголосної /ѓ/

В області консонантизму в македонському мовному ареалі відзначаються такі діалектні відмінності, як наявність / відсутність фонеми / х / і (в інтервокальній позиції) фонеми / v /. Ці мовні явища поділяють західний і східний діалектні регіони: на заході / x / (за винятком тетовських, горанських і корчанських говорів) і / v / (за винятком малореканських говорів і частини говорів костурсько-корчанського регіону) відсутні, на сході ці приголосні зберігаються:  glava  «голова» — [gla],  glavi  «голови» — [glaj]. У східному діалекті виняток становлять тіквешсько-маріовські і кумановсько-кратовські говори, в яких немає приголосної фонеми / x /.
Східний діалектний регіон виділяється також тим, що на початку слова перед рефлексами праслов'янської носової голосної  *ǫ  розвинулася  протетична приголосна / v /, в західному регіоні в цій же позиції відзначається протетична /j/: vaglen «вугілля» — jaglen.
Крім того, македонська діалектна територія поділяється на кілька ареалів в залежності від розвитку древніх поєднань  *tj ,  *kt ,  *dj . В північних і центральних діалектах на місці зазначених сполучень сформувалися приголосні /ќ / і /ѓ /. В периферійних південних, західних і східних — сформувалися поєднання / št /, / žd / або / šč /, / žǯ /, / š'č’ /, /ž'ǯ’/ .

#### Просодія
В говорах західного діалектного регіону сформувалася фонетична система з фіксованим наголосом, що падає на третій від кінця слова склад — в говорах Північної Македонії, і на передостанній склад — в говорах, головним чином, Албанії та Греції. Для східних говірок характерні різні типи нефіксованого наголосу. У тіквешсько-маріовських говорах наголос рухомий, але обмежується третім або передостаннім від кінця слова складом. У солунсько-воденських говорах наголос прив'язан до певної  морфеми слова і змінюється в  парадигмі цього слова, обмежуючись при цьому двома останніми складами (при цьому наголос ніколи не падає на кінцевий відкритий склад іменників). У кумановсько-кратовських і штипсько-струміцьких говорах наголос падає на певну морфему і змінюється в парадигмі без обмежень, за винятком кінцевого відкритого складу іменників. В малешевсько-піринських, неврокопських і драмсько-серських говорах наголос вільний і не закріплений за певною морфемою. В солунсько-воденських, неврокопських і драмсько-серських говорах вільний динамічний характер наголосу викликав  редукцію ненаголошених / a /, / e /, / о /, які перейшли в цій позиції в голосні [ə], [i], [u] .

### Морфологія і синтаксис
В області  морфології і синтаксису відзначаються такі протиставлення західного і східного діалектних регіонів :
- Наявність на заході членної  морфеми  артикля чоловічого роду в формі однини  -ot , на сході — наявність морфеми  -o ;
- Наявність на заході потрійного постпозитивного означеного артикля і відсутність його на сході;
- На заході —  синтетична форма займенники 1-ї особи множини в давальному відмінку —  nam , на сході —  аналітична форма —  na nas ;
- На заході — поширення особового займенника чоловічого роду в 3-й особі однини в називному відмінку  toj  «він», на сході — поширення особистого займенника  on , форма  on  відома також на заході (в північно-західних говорах), а форма  toj  — на сході (в драмсько-серських і неврокопських говорах);
- На заході — форма особового займенника жіночого роду в 3-й особі однини знахідного відмінка —  je  (в тетовських і горанских говорах —  ga ), на сході — форма  ja  (до лінії  Велес — Прилеп — Бітола);
- На заході — форма особового займенника жіночого роду в 3-й особі однини давального відмінка —  je , на сході — форма  i ;
- На заході — форма особового займенника в 3-м особі множини знахідного відмінка —  i , на сході — форма  gi , крім говірок східного діалектного ареалу дана форма зустрічається також в північно-західних говорах;
- На заході (а також в тіквешсько-маріовських говорах) — у більшості односкладових іменників чоловічого роду в множині відзначається варіант закінчення  -ovi ,  -oj , на сході — варіант закінчення —  -ove ;
- На заході (а також в північно-східних говорах) — наявність непрямих відмінків іменників, що позначають осіб або особові імена, на сході — відсутність непрямих відмінків;
- На заході — непослідовне вживання форми рахункової множини, на сході (а також в північно-західних говорах) — послідовне вживання даної форми;
- Наявність в західному діалектному ареалі закінчення  -t  в 3-й особі однини дієслів теперішнього часу, в східному ареалі (а також в північно-західних говорах) — відсутність  флексії  -t  в формах дієслів 3-ї особи однини теперішнього часу;
- Наявність в західному діалектному ареалі словоформи  суплетивного дієслова  sum  «бути» в 3-особі множини теперішнього часу —  se , в східному ареалі і в північно-західних говорах цій формі протистоїть форма  sa ;
- На заході — утворення деяких дієслівних форм з  l  — формою смислового дієслова без  допоміжного дієслова  sum  в 3-м особі однини і множини, на сході — допоміжне дієслово  sum  не опускається;
- На заході — наявність дієслівних форм з допоміжним дієсловом  ima  /  nema  «мати» / «не мати», на сході — відсутність таких форм;
- На заході — аорист дієслів  недосконалого виду є застарілою і виходить з ужитку формою, на сході — аорист дієслів недосконалого виду активно використовується;
- На заході — наявність  клітик на початку пропозиції (прокліза коротких форм особових займенників), на сході — відсутність клітик особових займенників на початку пропозиції.

Часто ті чи інші морфологічні і синтаксичні риси заходу чи сходу охоплюють всю північну македонську діалектну територію. Таким чином, північний діалект по ряду одних морфологічних і синтаксичних явищ зближується з західним діалектом, по ряду інших — зі східним .